# Monte Folgorito
Il monte Folgorito è una montagna italiana che si trova nell'alta Toscana, in Versilia, al confine tra la Provincia di Massa-Carrara e la Provincia di Lucca. Sulla sua cima passa il confine tra i comuni di Montignoso (Massa-Carrara) e di Seravezza (Lucca).
Appartiene alla catena delle Alpi Apuane e fa parte del Parco naturale regionale delle Alpi Apuane.
La croce presente sulla cima del monte è la più grande di tutte le Alpi Apuane.

## Origini del nome
Lo scrittore Enrico Pea il 23 agosto 1952 in un articolo del Corriere d'Informazione lo definì “Monte Fulgoreto” dato che “è sempre stato il bersaglio preferito dai fulmini”.

## Geografia fisica

### Catena montuosa
Il Monte Folgorito è la cima più alta dell’omonima catena, il monte finisce con un caratteristico cucuzzolo sopra il quale si trovano la trincea storica, varie grotte e la croce nota per essere la più grande e pesante di tutte le Alpi Apuane.

### Costruzioni artificiali
Sulla sommità e lungo il percorso del Folgorito sono presenti buchi, grotte e trincee artificiali costruite rispettivamente da tedeschi e americani durante la Seconda guerra mondiale.

#### Tedeschi
Le difese tedesche comprendevano cinte murarie e trincee utilizzate allo scopo di poter sparare da una zona con una maggior copertura dai colpi nemici, le edificazione militari tedesche che sono sopravvissute fino ai giorni nostri sono: 2 buche larghe tre metri profonde uno dove veniva messo un tiratore scelto, 3 mulattiere, 3 grotte artificiali costruite ai fini di dormitorio e tre trincee di cui una sulla cima.

#### Americani
Gli americani a differenza dei loro nemici non costruirono trincee o grotte, ma ben 72 buche, che furono molto utili agli americani per difendersi dai cannoni tedeschi.

## Ambiente naturale

### Flora
Sul Monte Folgorito sono edintificabili 32 tipi diversi di piante e 27 tipi diversi di fiori.

### Fauna
La fauna del Monte Folgorito è composta maggiormente da volatili, come l’Aquila reale, Astore, Allocco, Aglais urticae e Amata phegea.

### Grotte
Il monte Folgorito è pieno di grotte artificiali costruite dai soldati tedeschi come rifugi o magazzini, ma c’è ne una appena sotto la vetta che è naturale e fu usata come stazione radio, inoltre, secondo recenti studi, fu usata dai soldati tedeschi come rifugio in modo da poter trarre in inganno gli alleati.

## Panorama
Il Monte Folgorito è una delle principali mete turistiche in Versilia per gli appassionati di trekking, non solo per i resti della Linea Gotica presenti su esso, ma anche per il panorama a 360° sulla Versilia e oltre.
Dal Folgorito si ha un’ottima vista sul Monte Altissimo, sul Monte Carchio e sulla Piana del Fragolito.

## Storia

### Seconda guerra mondiale
Sulla sommità del monte Folgorito nel 1944 fu fatta passare la Linea Gotica; la posizione strategica della trincea permettè che gli alleati ritardarono il più possibile l’attacco della postazione, in quanto la possibilità di uscirne sconfitti era molto alta.
La situazione cambiò quando il generale Genro Kashiwa scoprì un antico sentiero, ma ancora praticabile, che portava sulla cima del monte ed era sconosciuto ai tedeschi. Dopo aver escogitato il piano, il generale Kashiwa il 5 aprile 1945 guidò la Compagnia A del 100º Battaglione del 442° Regimental Combat Team del gruppo statunitense formato dai Nisei a sferrare l’attacco per la presa del Folgorito.
La battaglia (durata 2 giorni con l’esito della vittoria degli alleati e l’uccisione dell’intero gruppo di soldati tedeschi) è conosciuta tutt’oggi come lo scontro più sanguinoso mai avvenuto sulla Linea Gotica.

### Anni 2000
Oggi il monte è diventato meta turistica degli appassionati di trekking e di storia.

## Trekking
I sentieri che portano al Folgorito sono molti, il più famoso parte da Poggio di Ripa e passa la Catena del Folgorito salendo il Monte Cipolla, Monte Canala e Monte Rotondo.
Passando per questo sentiero si raggiungono anche le frazioni di Al Casino e La Rocca, oltre a ciò questo è il sentiero con la migliore vista sulla Versilia.
Il sentiero che parte da Seravezza è uno dei più difficili ma è l’unico grazie al quale si raggiungono le frazioni di Tre Metati, Cerreta San Nicola e Grottone del Pilli.
Sono presenti altri sentieri che partono da Tarso passando per la piana del Fragolito e uno da Vietina passando sopra il Col di Melo.
Meno praticato invece è il sentiero che parte da Pasquilio nonostante sia il più semplice, la causa sta nel fatto che il sentiero passa in mezzo al bosco ed è dunque privo, a differenza dei sentieri precedenti, di un panorama sul mare o sulle montagne delle Alpi Apuane.
Tutti i sentieri si incontrano e si uniscono poco prima di raggiungere la vetta, l’ultima parte del monte è caratterizzata da un cocuzzolo scalabile da un unico lato e che rappresenta la parte più difficile di tutto il monte.
Il Folgorito è un importantissimo snodo di vecchi sentieri e mulattiere non solo per raggiungere i vari paesi sottostanti ma anche per raggiungere le altre montagne della Versilia attraverso sentieri che furono molto usati durante la Seconda guerra mondiale.
In particolare dal Monte Folgorito si raggiungono le seguenti montagne:
- Monte Carchio
- Monte Belvedere
- Monte Focoraccia
- Tecchia dell’orto Botanico
- Monte Pelato
- Monte Altissimo
- Monte delle Tavole
- Picco di Falcovaia
- Monte dei Ronchi
- Monte Cavallo
- Monte Castellaccio
- Masso di Terrinca

## Cultura di massa

### Televisione
Nel 2023 il Monte Folgorito fu protagonista di un racconto di Giampiero Gelmi mandato in onda in tre puntate della trasmissione Scoprendo l’Italia.

### Leggende

#### Val d'Inferno
La leggenda parla di un santo eremita che risiedeva in questi luoghi, un giorno fu tentato dal demonio sotto forma di una bella fanciulla, ma capito l’inganno il sant’uomo si difese dal diavolo mostrandogli una croce e quest’ultimo fu costretto a fuggire.
Nel mentre che fuggiva il demonio scavò involontariamente un solco fra il Folgorito e il Monte Carchio, che è oggi noto come val d’inferno.

#### Cima infestata
Il Folgorito è sempre stato colpito da fulmini e ciò lo rese vittima di leggende e maldicenze riguardanti cattivi spiriti che si aggiravano in quei luoghi.

## Galleria d'immagini

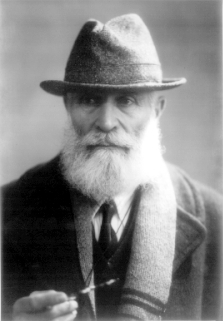
Enrico Pea
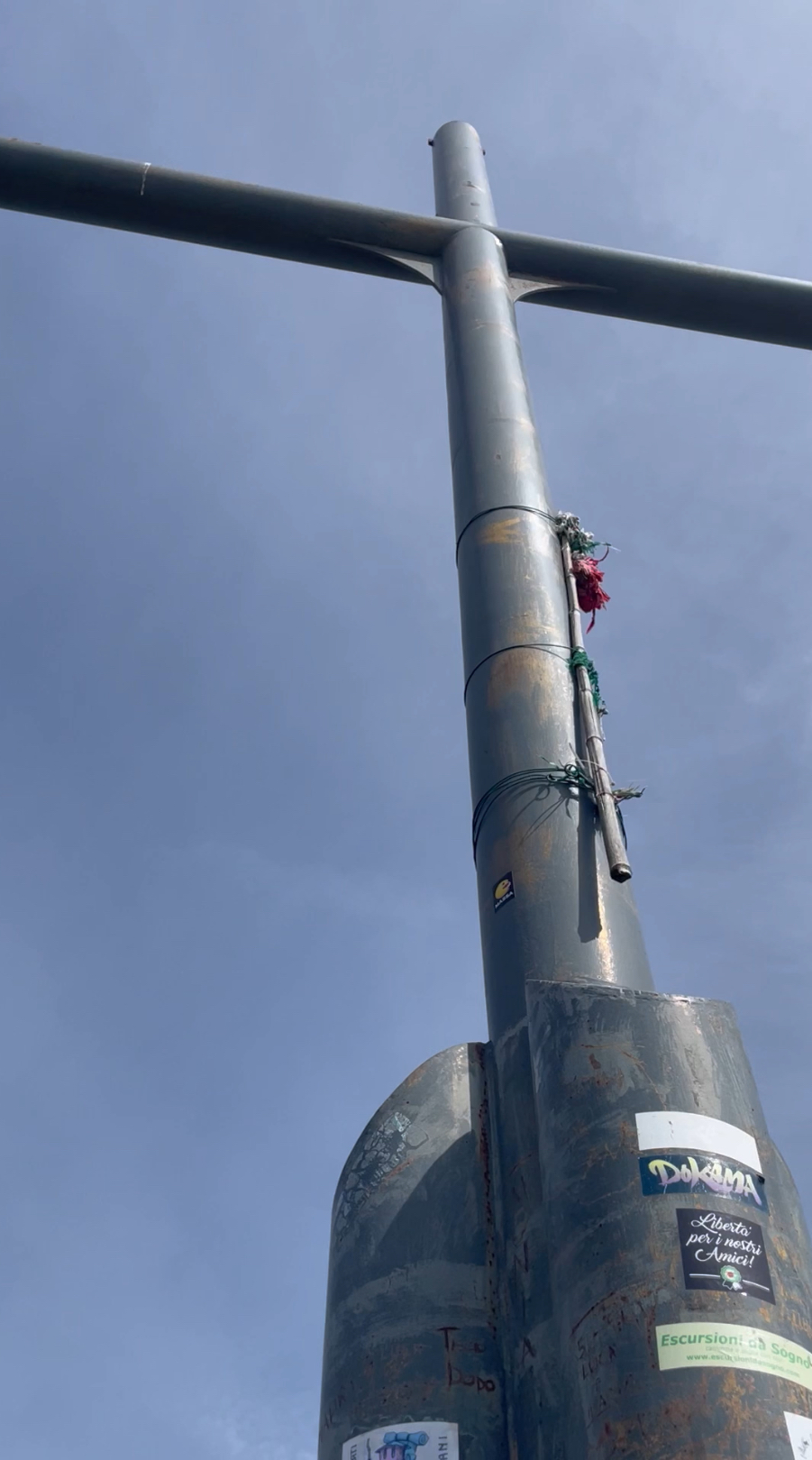
Croce del Monte Folgorito
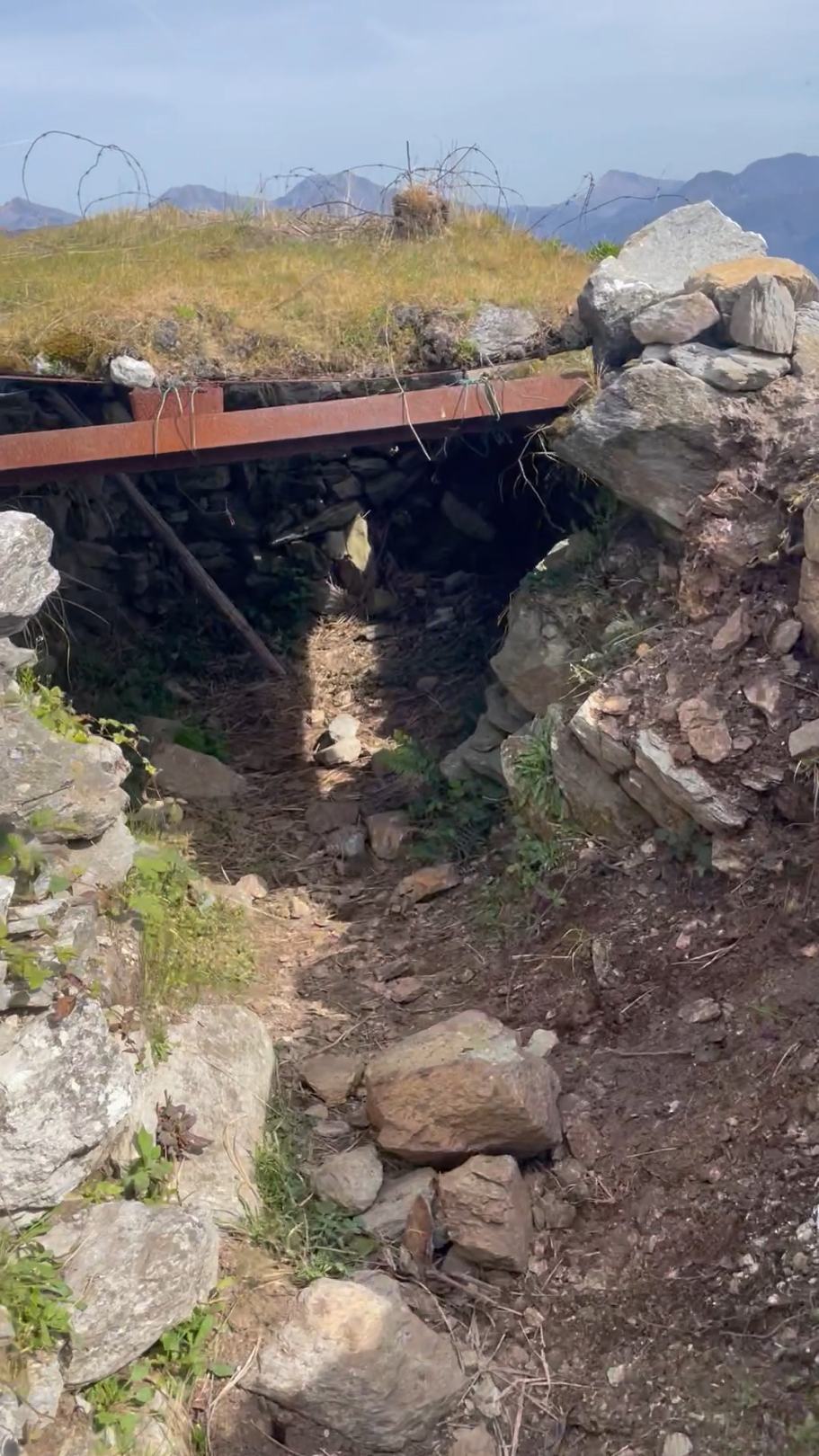
Appostamento per tiratore tedesco
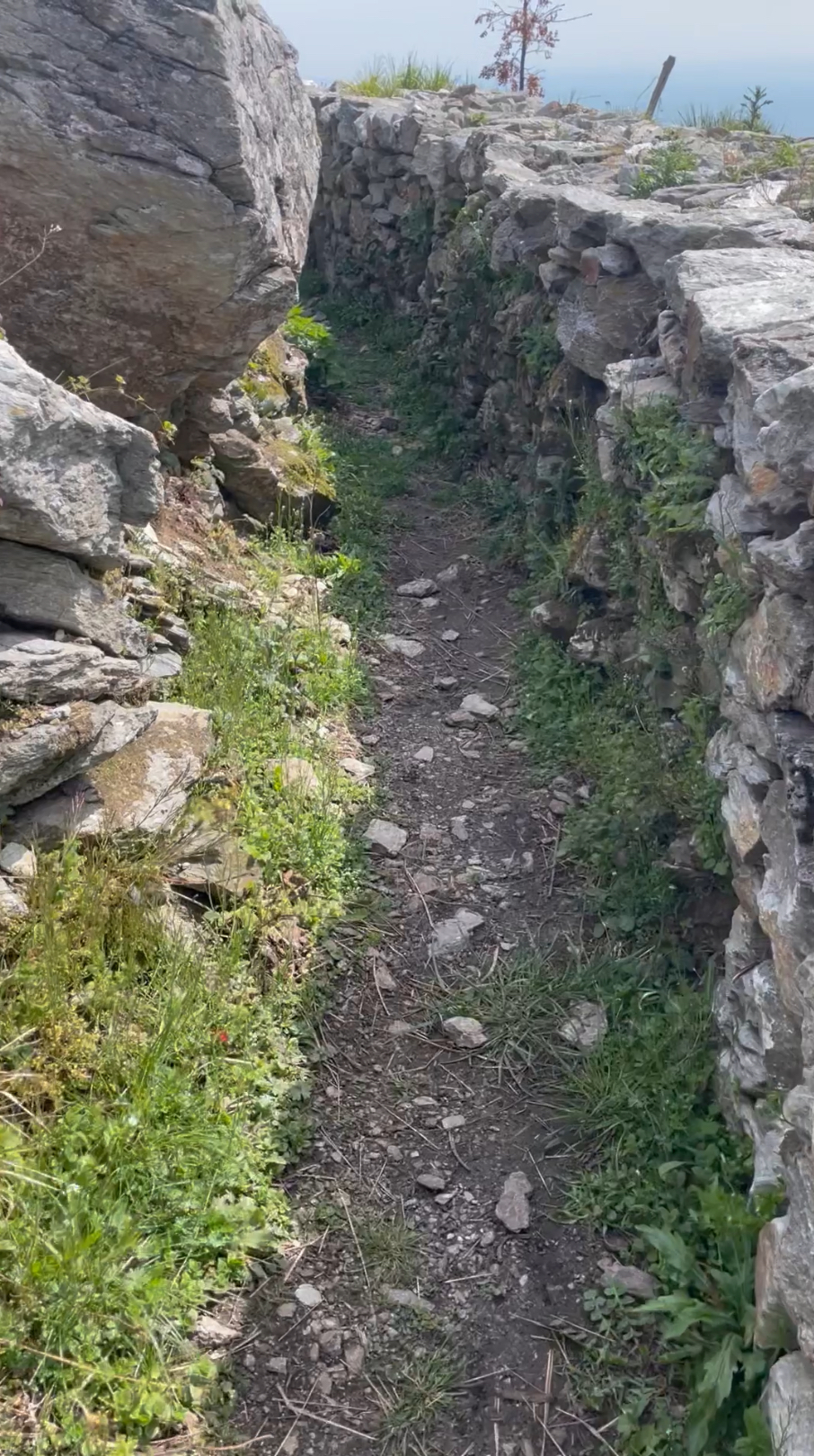
Trincea tedesca
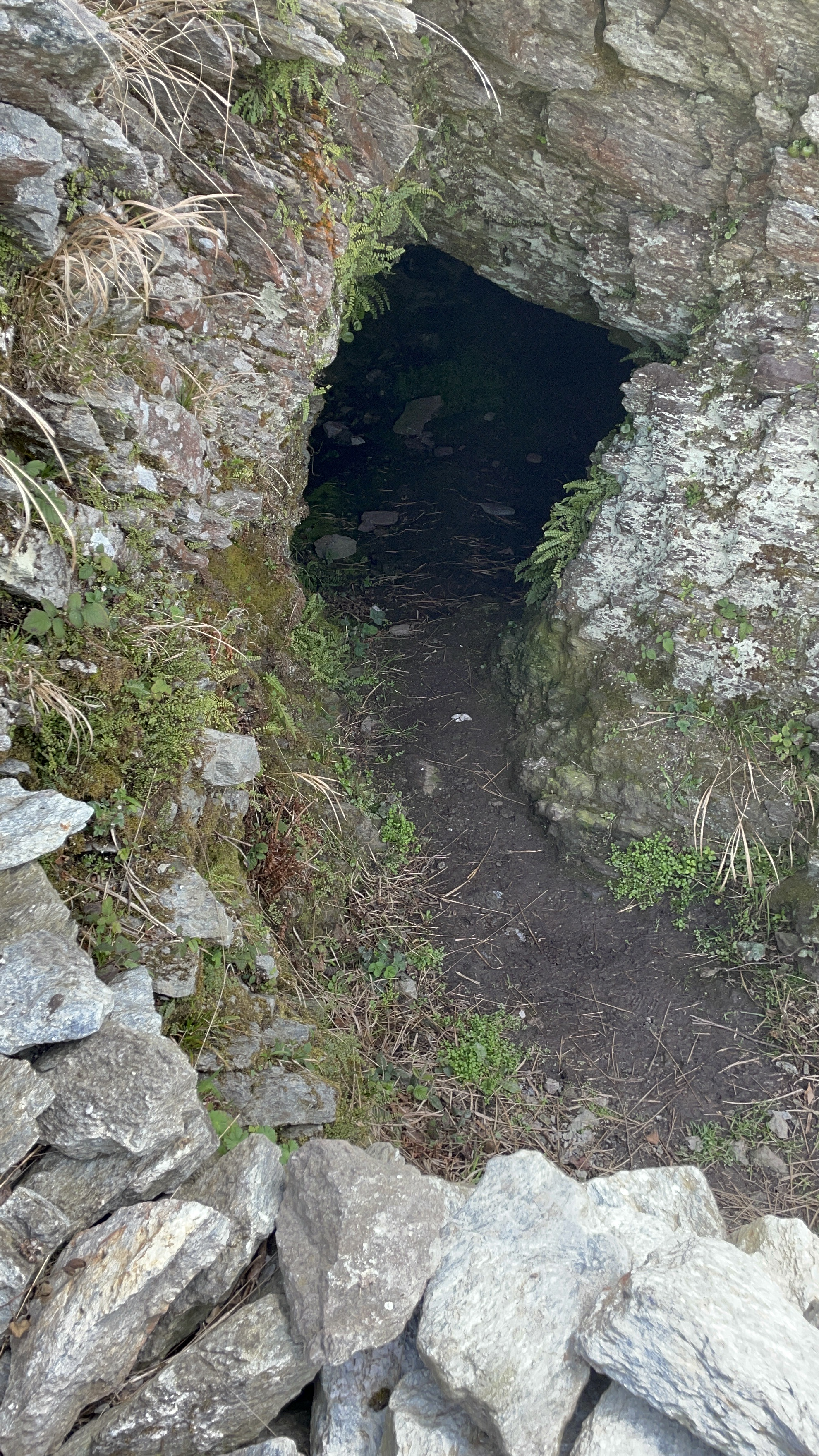
Grotta del Folgorito
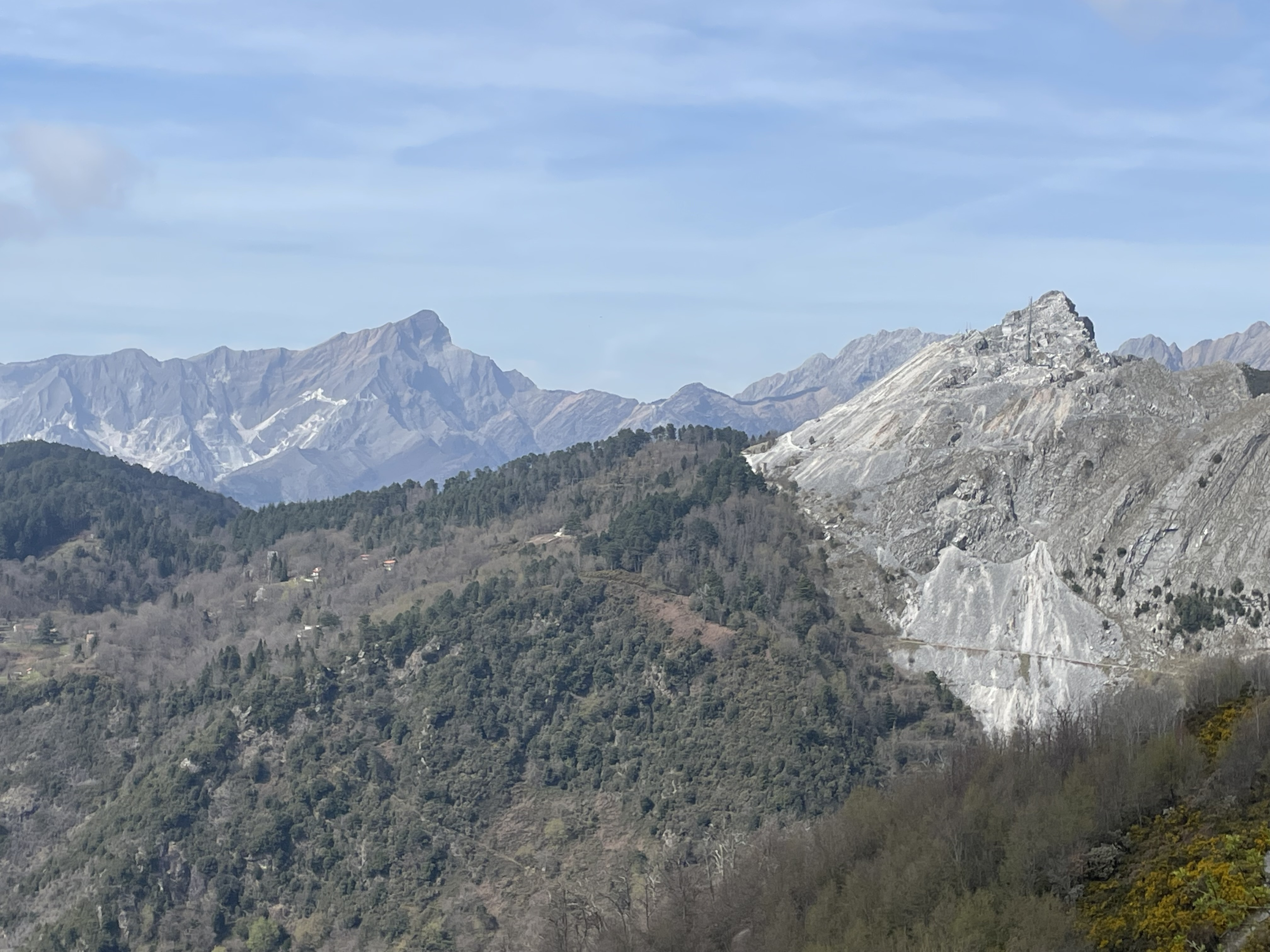
Il Monte Carchio visto dalla cima del monte
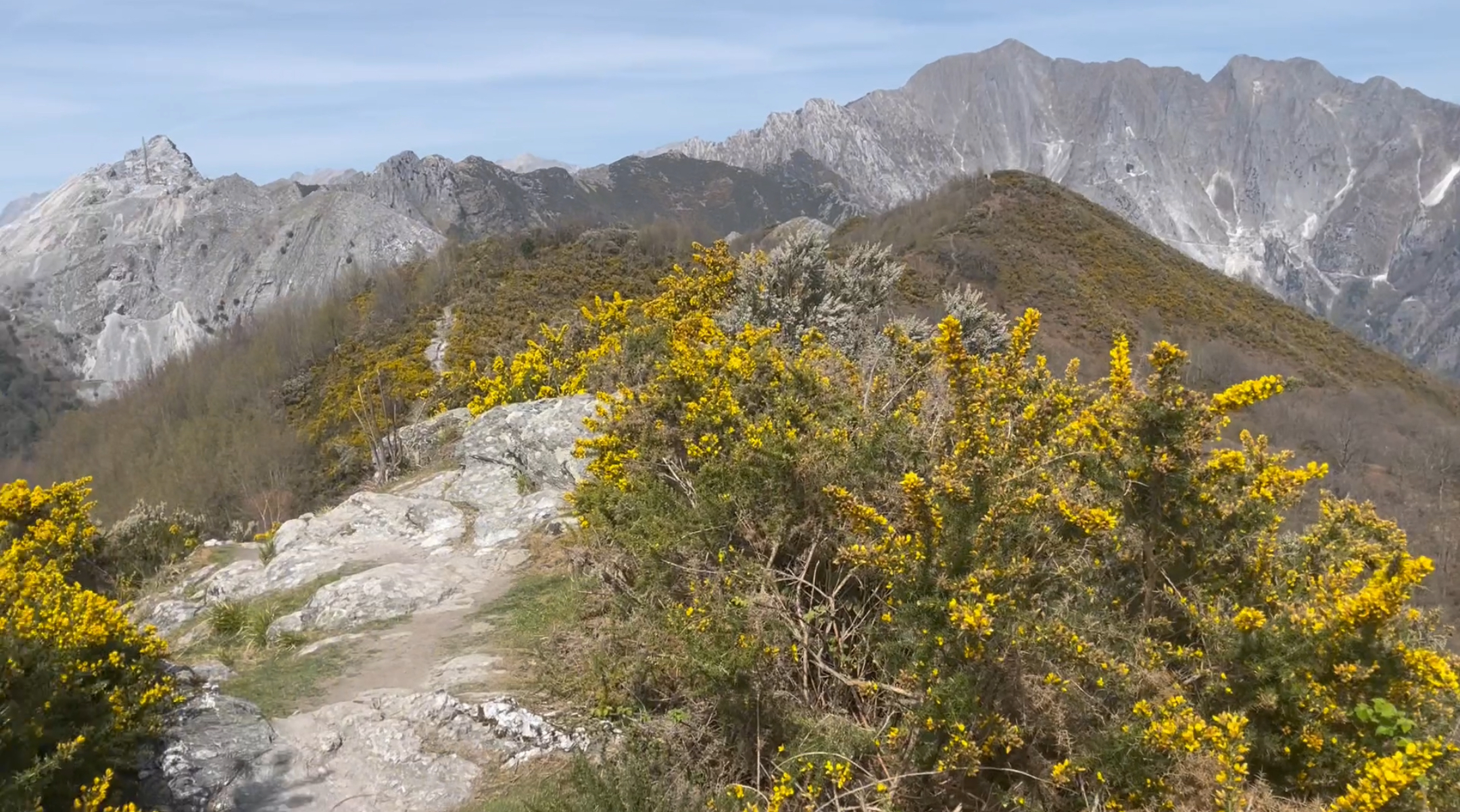
Il Monte Altissimo
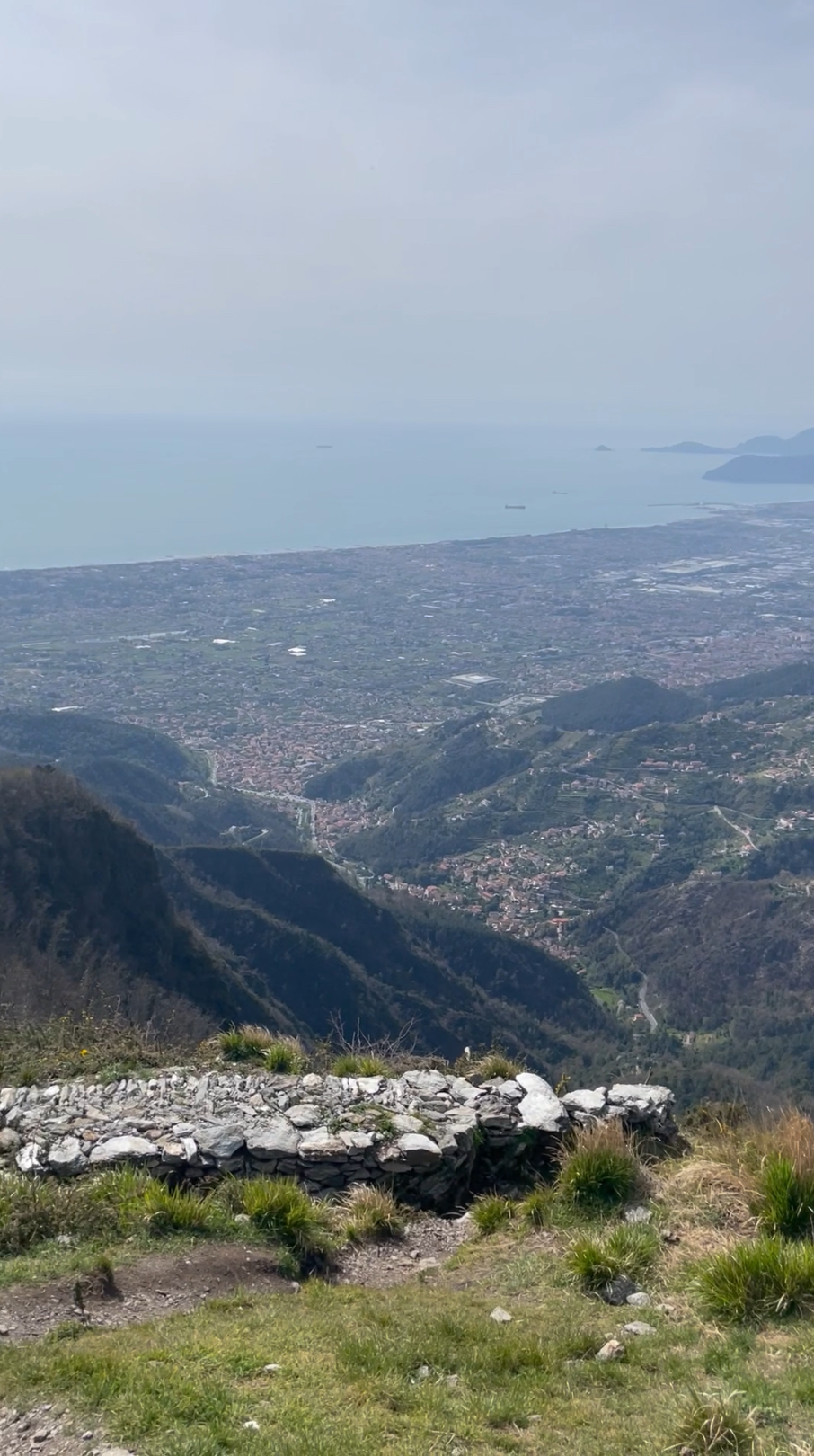
La Versilia vista dalla cima del monte
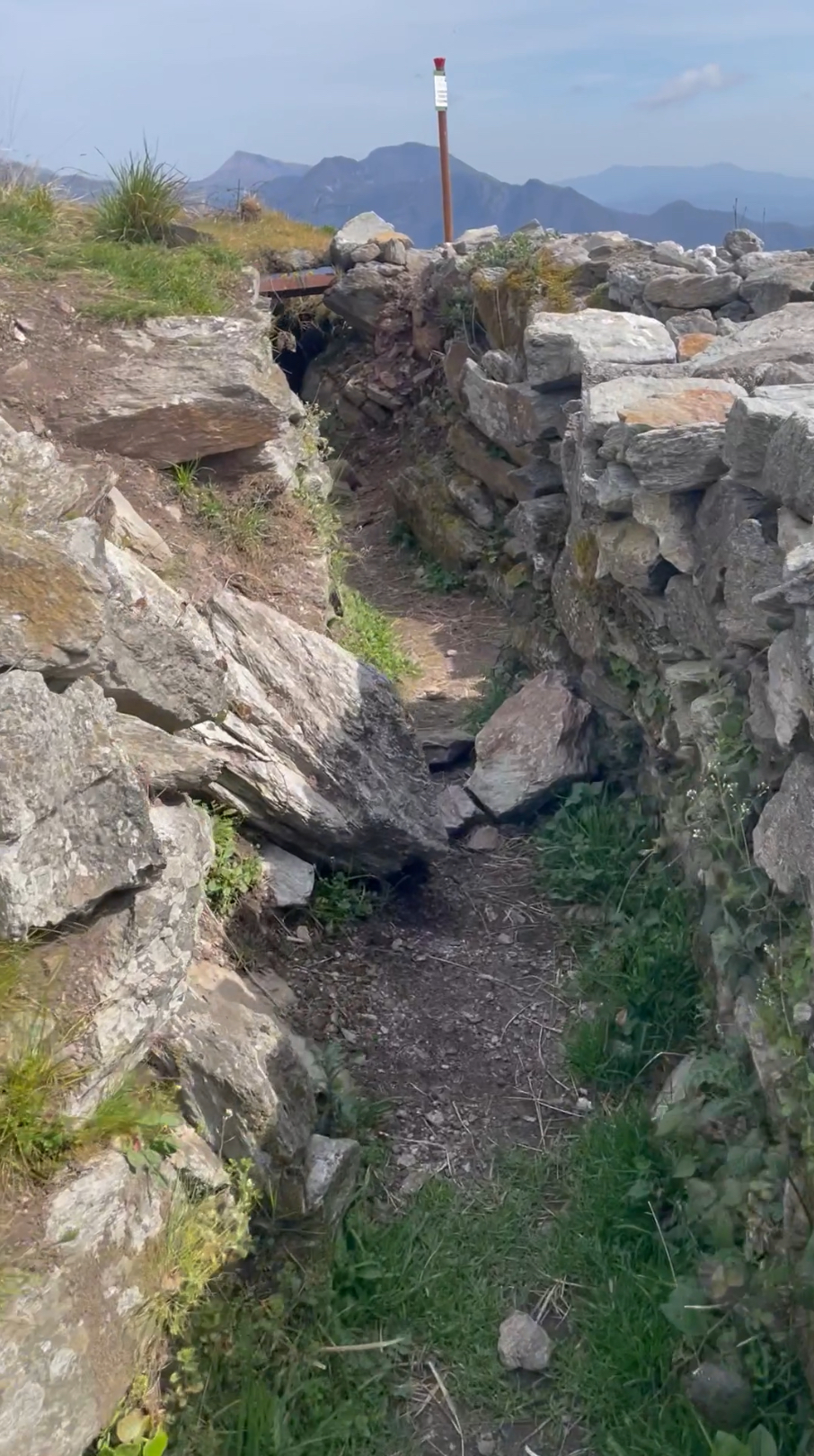
Trincea del Monte Folgorito
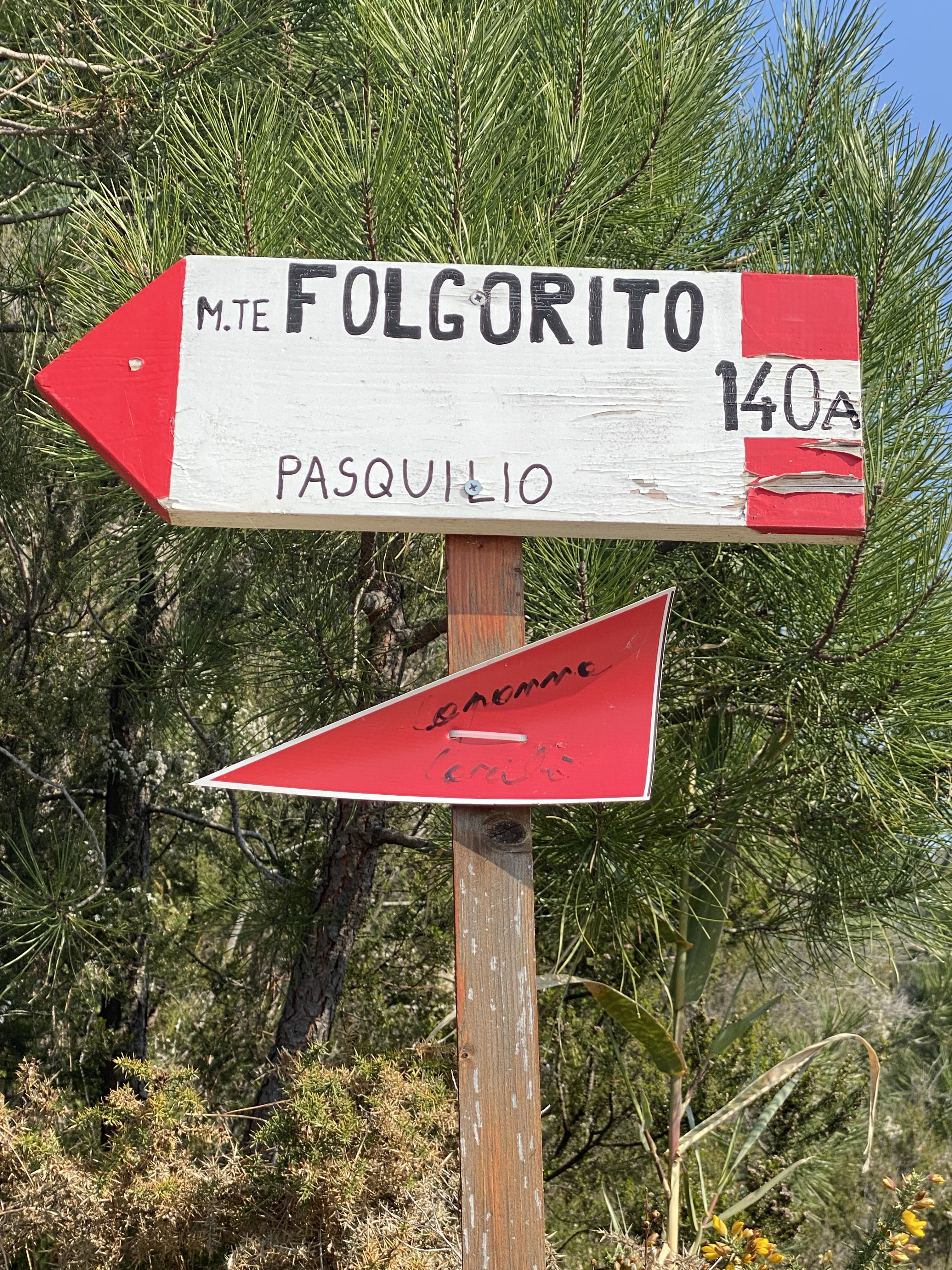
Cartello segnaletico dell’inizio del sentiero da Pasquilio
parte finale del sentiero
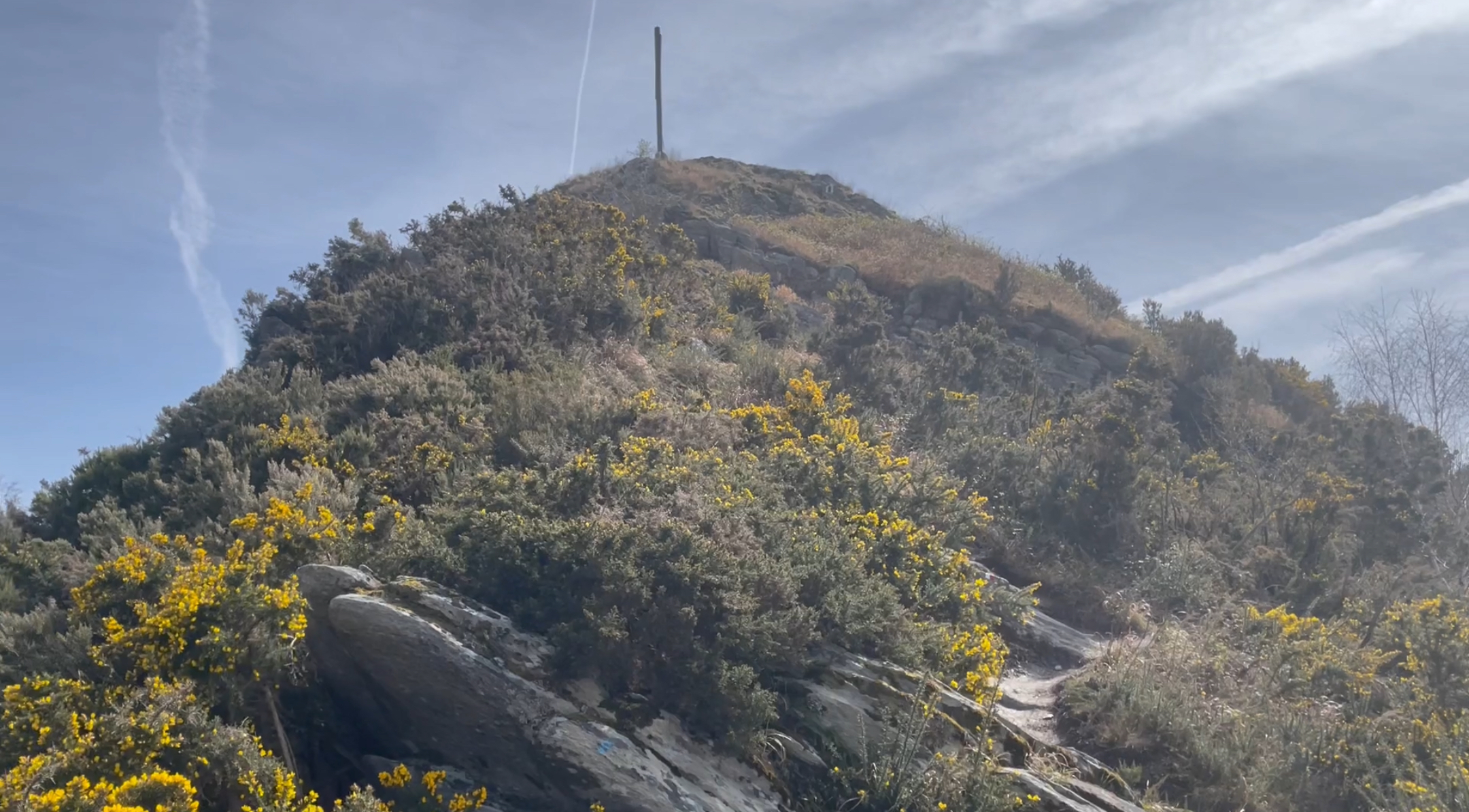
La famosa “cima infestata”